# Данешти (Марамуреш)
Данешти (рум. Dănești) насеље је у Румунији у округу Марамуреш у општини Шишешти. Oпштина се налази на надморској висини од 341 m.

## Становништво
Према подацима из 2002. године у насељу је живело 615 становника, од којих су сви румунске националности.